# Сцена подписания Конституции США
«Сцена подписания Конституции Соединённых Штатов» — картина Говарда Чендлера Кристи, написанная маслом на холсте в 1940 году, изображающая Конституционный конвент, подписывающий Конституцию США в Индепенденс-холле в Филадельфии 17 сентября 1787 года. Наряду с картиной Эмануэля Лойце «Вашингтон переправляется через Делавэр», эта картина является одним из самых известных изображений первых дней существования Соединённых Штатов. Кристи создал картину в апреле 1940 года; она настолько велика (6,1 на 9,1 м), что он рисовал её на чердаке. В настоящее время она выставлена вдоль восточной лестницы в крыле Палаты представителей в здании Капитолия .

## Описание
На картине изображены только 40 из 55 делегатов; не включены три делегата, не подписавшие Конституцию, и 13 делегатов, покинувших съезд. Справа, на возвышении Джордж Вашингтон, президент конгресса, стоит прямо и смотрит на делегатов. Конституция и чернильница Синга стоят перед ним на столе, и Ричард Спейт из Северной Каролины подписывает документ. Окна открыты, и аура света окружает верхнюю часть тела Вашингтона. Позади него выставлены американские флаги и барабан. Также позади него разговаривают Джеймс Уилсон из Пенсильвании и Ричард Бассет из Делавэра. Позади них крайний справа делегат Делавэра Джордж Рид; ниже — делегат от Пенсильвании Роберт Моррис, а чуть правее Вашингтона — Даниэль Дженифер из Мэриленда.
Уильям Джексон, секретарь съезда, занимает видное место прямо в центре. Стоя в красном и подняв четыре пальца, он, по-видимому, считает голоса. Слева от него за происходящим наблюдает Джеймс Мэдисон. Между правой рукой и головой Джексона находится Уильям Патерсон. Бенджамин Франклин сидит в центре, а Александр Гамильтон наклоняется к нему. Прямо за Гамильтоном стоит губернатор Моррис из Пенсильвании. Делегация Южной Каролины изображена в левом углу картины. Также слева сидят Джонатан Дейтон, Руфус Кинг (слева от Дейтона) и Натаниэль Горхэм, отличающиеся шелковыми пальто разных цветов.